# Gran Premi de Mònaco del 2003
Resultats del Gran Premi de Mònaco de Fórmula 1 de la temporada 2003, disputat al circuit urbà de Montecarlo l'1 de juny del 2003.

## Resultats de la cursa
| Pos | No | Pilot                 | Equip              | Voltes | Temps/ Retir.          | Pos. de sort. | Punts |
| --- | -- | --------------------- | ------------------ | ------ | ---------------------- | ------------- | ----- |
| 1   | 3  | Juan Pablo Montoya    | Williams - BMW     | 78     | 1h 42' 19. 010         | 3             | 10    |
| 2   | 6  | Kimi Räikkönen        | McLaren - Mercedes | 78     | + 0.602 s              | 2             | 8     |
| 3   | 1  | Michael Schumacher    | Ferrari            | 78     | + 1.720 s              | 5             | 6     |
| 4   | 4  | Ralf Schumacher       | Williams - BMW     | 78     | + 28.518 s             | 1             | 5     |
| 5   | 8  | Fernando Alonso       | Renault            | 78     | + 36.251 s             | 8             | 4     |
| 6   | 7  | Jarno Trulli          | Renault            | 78     | + 40.972 s             | 4             | 3     |
| 7   | 5  | David Coulthard       | McLaren - Mercedes | 78     | + 41.227 s             | 6             | 2     |
| 8   | 2  | Rubens Barrichello    | Ferrari            | 78     | + 53.266 s             | 7             | 1     |
| 9   | 21 | Cristiano da Matta    | Toyota             | 77     | + 1 Volta              | 10            |       |
| 10  | 11 | Giancarlo Fisichella  | Jordan - Ford      | 77     | + 1 Volta              | 12            |       |
| 11  | 9  | Nick Heidfeld         | Sauber - Petronas  | 76     | + 2 Voltes             | 14            |       |
| 12  | 12 | Ralph Firman          | Jordan - Ford      | 76     | + 2 Voltes             | 16            |       |
| 13  | 20 | Olivier Panis         | Toyota             | 74     | + 4 Voltes             | 17            |       |
| Ret | 16 | Jacques Villeneuve    | BAR - Honda        | 63     | Motor                  | 11            |       |
| Ret | 18 | Justin Wilson         | Minardi - Cosworth | 29     | Probl. amb combustible | 19            |       |
| Ret | 19 | Jos Verstappen        | Minardi - Cosworth | 28     | Probl. amb combustible | 18            |       |
| Ret | 14 | Mark Webber           | Jaguar - Cosworth  | 16     | Hidràulics             | 9             |       |
| Ret | 15 | Antônio Pizzonia      | Jaguar - Cosworth  | 10     | Part elèctrica         | 13            |       |
| Ret | 10 | Heinz-Harald Frentzen | Sauber - Petronas  | 0      | Accident               | 15            |       |
| Ret | 17 | Jenson Button         | BAR - Honda        |        | Retirat                | 20            |       |

## Altres
- Pole: Ralf Schumacher 1' 15. 259
- Volta ràpida: Kimi Räikkönen 1' 14. 545 (a la volta 49)